# 单杠 (体操)

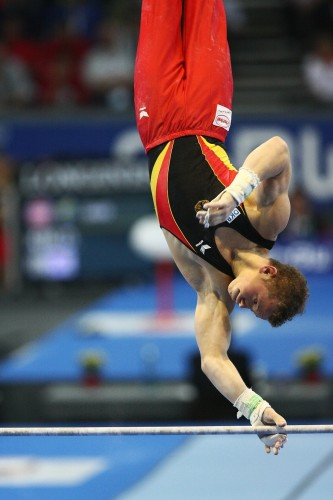
单杠比赛

单杠是男子体操比赛的项目，多以金属尤其是铁棒制作。单杠的动作以计分制评判，一套动作裡通常有11到15个不同的技术要求，包括大回环、近杠动作、围绕身体纵轴的转体及飞行动作，双手有正握（掌心朝前）、反握（掌心朝后）、交叉握（一只手正握，一只手反握）等姿势，其中至少要有一次双手离杠（然后重新抓杠）的动作，至少一次背部朝向单杠的动作，至少一次转体动作。 最后，下杠的动作是否优美稳当也是评分的重要部分。一般来说，单杠是最引人注目的体操项目之一，因为整套单杠动作几乎全部是不停顿的、高能量的回环动作，加以难度极高的腾空动作和经常带有空翻和旋转的下杠动作，都十分具有观赏性。
单杠于1896年被列为奥运会比赛项目。

## 器械要求
这里是国际体操联合会所制定的运动器材标准。
- 高度：275公分（包含大约 20 公分高的垫子）。
- 长度：240公分。
- 杠直径：28毫米。

## 历届奥运会男子单杠金牌获得者
- 1896年 海曼·魏因加特纳 （德国）
- 1904年 安顿·海达 （美国）和爱德华·亨宁 （美国）
- 1924年 莱昂·什图克利 （南斯拉夫）
- 1928年 乔治斯·梅兹 （瑞士）
- 1932年 Dallas Denver Bixler （美国）
- 1936年 Aleksanteri萨尔瓦拉 （芬兰）
- 1948年 约瑟夫·斯塔尔德 （瑞士）
- 1952年 Jakob Günthard （瑞士）
- 1956年 小野乔 （日本）
- 1960年 小野乔 （日本）
- 1964年 鲍里斯·沙赫林 （苏联）
- 1968年 米哈伊尔·沃罗宁 （苏联）和中山彰规 （日本）
- 1972年 冢原光男 （日本）
- 1976年 冢原光男 （日本）
- 1980年 Stojan Deltschew （保加利亚）
- 1984年 森末慎二 （日本）
- 1988年 Wladimir Artjomow （苏联）和瓦列里·柳金 （苏联）
- 1992年 特伦特·迪马斯 （美国）
- 1996年 安德列亚斯·韦克尔 （德国）
- 2000年 阿列克谢·涅莫夫 （俄罗斯）
- 2004年 伊戈尔·卡西纳 （意大利）
- 2008年 鄒凱 （中國）
- 2012年 Epke Zonderland （荷兰）
- 2016年 法比安·漢布欽 （德國）
- 2020年 橋本大輝 （日本）